# Nuovo Mercato dei Fiori
Il Nuovo Mercato dei Fiori è un complesso architettonico situato sulla Strada provinciale Mammianese a Pescia.

## Storia
Divenuto dimensionalmente insufficiente il vecchio mercato dei fiori (realizzato da Giuseppe Giorgio Gori e Leonardo Savioli nella metà degli anni cinquanta), il comune di Pescia ed il ministero dell'agricoltura e delle foreste nel 1970 indicono un concorso nazionale per un nuovo Centro di commercializzazione dei fiori dell'Italia centrale: a suggello del carattere innovativo che si vuole conferire a questo secondo intervento, il bando richiede una struttura modulare e flessibile, disponibile a trasformazioni e futuri sviluppi.
I vincitori del concorso, il nutrito gruppo guidato da Leonardo Savioli e Danilo Santi, propongono un progetto in cui la tecnologia diviene fondamentale mezzo espressivo. In particolare, l'invenzione strutturale che caratterizza l'opera si deve al contributo di Salvatore Di Pasquale. Su richiesta della committenza, il progetto di concorso viene variato in fase esecutiva: in particolare è eliminata l'articolata successione dei volumi che chiudono la galleria di testa (concepiti come morfemi distinti conclusi dal segno circolare del ristorante), vengono rivisti i pilastri ed i tiranti a sostegno della copertura ed addolciti i colori delle strutture.
La costruzione, avviata nel 1975 sotto il controllo del ministero dell'agricoltura, è travagliata da ritardi e lentezza dei finanziamenti. I lavori, affidati all'impresa Simonetti ed alla ditta Pradelli, si interrompono nel 1981 per riprendere pochi anni dopo. Nel 1985 sono introdotte alcune modifiche in corso d'opera: in particolare viene predisposta un'apposita sala per le contrattazioni a mezzo d'asta, concepita come un volume autonomo che altera in parte la percezione del grande vano centrale, e decade l'ipotesi di costruire verso la ferrovia le due appendici destinate agli uffici ed alle attività commerciali, i cui spazi sono invece ricavati a chiusura del lato nord dell'edificio. Il nuovo mercato entra finalmente in funzione nel 1988.

## Descrizione

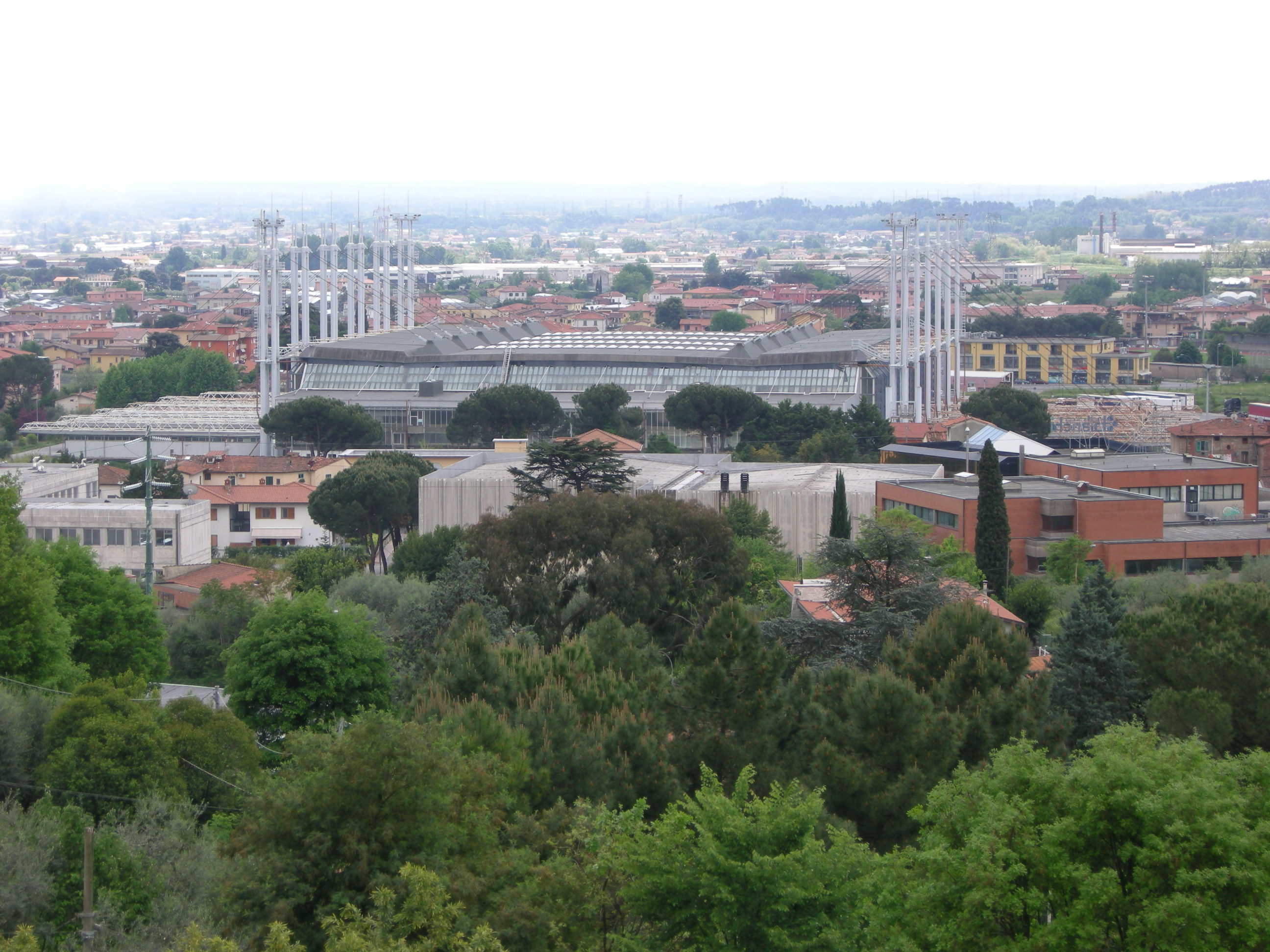
Nuovo Mercato dei Fiori

Il nuovo mercato è situato nella zona sud della città di Pescia, decisamente strategica e baricentrica sia rispetto al bacino economico di utenza (l'ampia rete florovivaistica del pistoiese) sia rispetto al sistema viario (ferroviario e autostradale). L'area su cui l'edificio insiste (un lotto di circa 9 ettari adiacente alla stazione ferroviaria) si inserisce in un paesaggio pianeggiante, caratterizzato dalla commistione tra attività rurali e vivaistiche e residenza, e delimitato dal forte risalto delle retrostanti colline.
In tale paesaggio, la vasta mole dell'edificio del mercato si erge come segno forte ed immediatamente riconoscibile di modernità e tecnologia, laddove gli svettanti pennoni metallici ed i tiranti dialogano per contrasto con la realtà circostante.

### Esterno
Il complesso presenta un impianto ed una volumetria articolate, caratterizzate dal dialettico rapporto tra l'orizzontalità dei segni della copertura e delle tettoie a sbalzo e la verticalità dei piloni metallici, dai quali partono sottili cavi in acciaio a sostegno della carpenteria reticolare del grande tetto. Caratterizzato dalla calibrata sintesi tra la chiarezza geometrica dell'impianto e la ricerca tecnologica delle strutture, dei rivestimenti e degli impianti, l'edificio ha come nucleo generatore una grande hall dove attorno ad un vano centrale a pianta quadrata si distribuiscono simmetricamente ai due lati i corpi a pettine dei terminal per il carico-scarico delle merci.
Per quanto concerne l'immagine esterna, tale impianto si traduce e si rende chiaramente leggibile grazie alla pura stereometria del nucleo centrale, risolto dai progettisti come un compatto parallelepipedo connotato dal rivestimento in metallo e vetro: tale volume sul fronte principale è 'classicamente' tripartito da un'ampia porzione centrale vetrata (a sua volta composta da 15 moduli scanditi da metallici tralicci reticolari aggettanti e cavi diagonali di controventatura) serrata tra due porzioni murarie cieche (rivestite da pannellatura metallica) sulle quali risaltano gli aerei corpi delle scale-passerelle che conducono al primo livello. Sui lati orientale ed occidentale, a tale corpo fanno da contrappunto la serrata teoria degli svettanti pennoni (6 per lato), sorta di contemporanei propilei ciascuno dei quali si compone di 4 colonne metalliche a sezione progressivamente rastremata, che si collegano alla struttura reticolare del nucleo centrale ed al suolo tramite un sistema di tiranti d'acciaio; a contrappunto con la verticalità dei pennoni ed in stretta relazione con essi, i corpi aggettanti (5 per lato) delle banchine concepiti come delle lame sovrastate dalla dominante travatura reticolare della copertura.

### Interno
Per quanto concerne l'interno, il grande vano quadrato del salone (circa 100 metri x 100) è caratterizzato dalla voluta ostentazione della struttura osteomorfa (dalla carpenteria di travi e pilastri, agli impianti a vista) e dalla ricerca di una buona luminosità, qui garantita sia grazie alle laterali pannellature vetrate sia grazie agli ampi lucernari ricavati nella copertura. In tale spazio unitario si inseriscono, come entità volumetriche distinte ed elementari, il nucleo prefabbricato del salone contrattazioni (per la verità totalmente estraneo al linguaggio del salone) ed i volumi degli esercizi commerciali (piano terra) e degli uffici (primo e secondo piano). Tali nuclei sono collegati al salone tramite un sistema di scale e ballatoi in cemento faccia vista (dove si rileggono alcune cifre dell'architettura savioliana) con alcuni motivi (vedi ad esempio i geometrici aggetti delle cornici delle finestre) di ispirazione lecorbuseriana. In voluto contrasto con l'area vastità dello spazio sovrastante, il piano seminterrato di ridotta altezza è caratterizzato da pilastri in cemento a foggia di fungo, che conferiscono a tale spazio il ruolo di criptoportico basamentale.

## Fortuna critica
Sin dalla fase del concorso, il progetto suscita un profondo interesse nella cultura architettonica, che vede in esso uno dei più significativi esempi di quell'architettura "High tech" o, come nota Foster, "della tecnologia appropriata", le cui radici culturali sono da ricercare nell'utopia macchinistica di Buckminster Fuller e nelle sperimentazioni dell'Archigram Group e di Cedric Price.
Diverse e variate nel tempo sono tuttavia le motivazioni del discreto successo di cui tale architettura gode nel non esaltante panorama nazionale degli ultimi 30 anni. Se Morganti (1985) considera tale opera un vero e proprio banco di prova per la verifica di un metodo progettuale improntato alla flessibilità e ampliabilità, Gurrieri (1981) vi legge invece un esplicito richiamo all'architettura delle esposizioni universali e delle palm house, tradotto nel lessico assai corretto e raffinato della moderna tecnologia, criticandone tuttavia alcuni aspetti esecutivi e formali.
Diversa l'opinione di Belluzzi che se da una parte loda l'immediata comprensibilità dell'impianto e quella "poetica tecnologica di Savioli che sembra osservare i prodotti industriali con sguardo intenso e disposto alla meraviglia" (1994, p. 124), dall'altra non condivide l'associazione all'esperienza ottocentesca di grandi coperture metalliche su impianti classicheggianti, evidenziando come il fabbricato, pur non rinunciando ad una forma ben precisa, pecchi di eccessive enfatizzazioni (i nodi degli impianti e le scale dove l'autore replica senza troppa convinzione gli stilemi del beton brut) e di alcune sbavature di gusto.
Più suggestive le letture di Vittorio Gregotti e Adolfo Natalini (1983, 1982): il primo fa notare come quest'opera presenti, dietro l'unicità e la compattezza della forma, un'ambivalenza denotativa e dimensionale, mantenendo la propria coerenza compositiva; il secondo la legge come un ibrido tra macchina e organismo, cogliendo giustamente la ricerca di sintesi tra l'asetticità del modello tecnologico e l'organicità delle sue componenti.